# William McKee

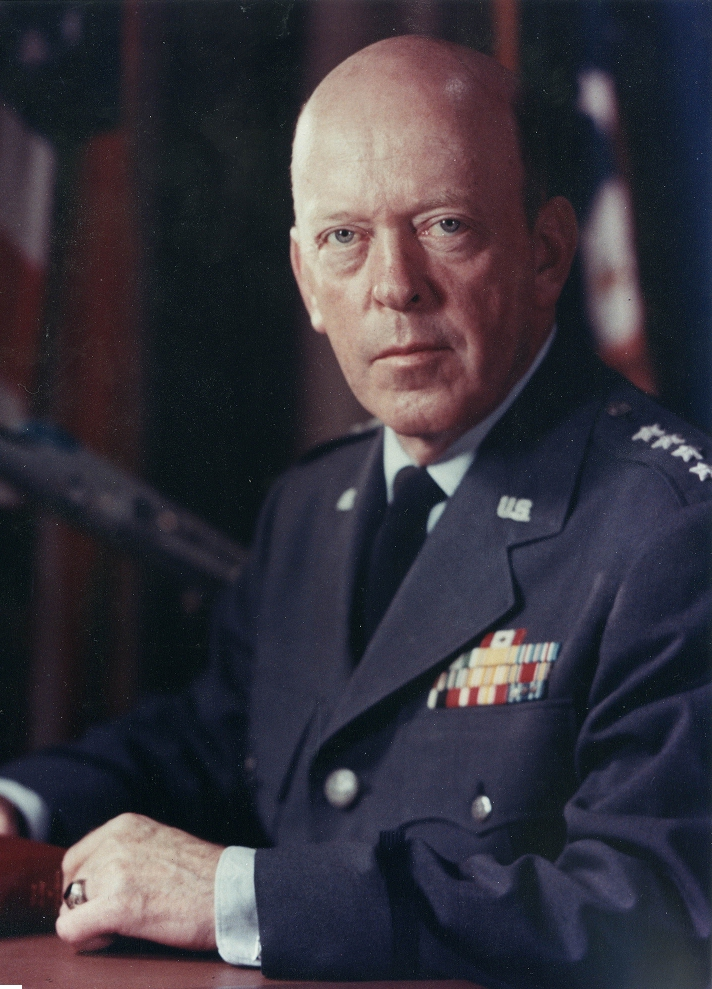
General William F McKee, USAF.

William Fulton McKee (Chilhowie, 17 de outubro de 1906 — San Antonio, 28 de fevereiro de 1987) foi um general norte-americano da Força Aérea dos Estados Unidos que serviu como comandante, na Air Force Logistics Command (COMAFLC) em 1961.

## Biografia
McKee nasceu em Chilhowie, em 1906. Ele se formou na Academia Militar dos Estados Unidos, em Nova Iorque, ele foi um dos segundo tenente na artilharia do exército em 13 de junho de 1929.